# Seznam medailistek na mistrovství světa v klasickém lyžování – běh na lyžích
Seznam medailistek na mistrovství světa v klasickém lyžování – běh na lyžích uvádí přehled žen, které získaly medaile v soutěžních disciplínách jednotlivkyň, týmů nebo ve štafetách na mistrovstvích světa v klasickém lyžování.

## 10 km
| Soutěž                   | Zlato                      | Stříbro                    | Bronz                        |
| 1954 Falun               | Ljubov Kozyrevová          | Siiri Rantanen             | Mirja Hietamies              |
| 1958 Lahti               | Alevtina Kolčinová         | Ljubov Kozyrevová          | Siiri Rantanen               |
| 1962 Zakopane            | Alevtina Kolčinová         | Marija Gusakovová          | Radia Erosjina               |
| 1966 Oslo                | Klavdija Bojarskichová     | Alevtina Kolčinová         | Toini Gustafssonová          |
| 1970 Vysoké Tatry        | Alevtina Olyunina          | Marjatta Kajosmaa          | Galina Kulakovová            |
| 1974 Falun               | Galina Kulakovová          | Barbara Petzoldová         | Helena Takalová              |
| 1978 Lahti               | Zinaida Amosova            | Raisa Smetaninová          | Hilkka Riihivuori            |
| 1982 Oslo                | Berit Aunli                | Hilkka Riihivuori          | Květa Jeriová                |
| 1985 Seefeld             | Anette Bøe                 | Marja-Liisa Kirvesniemiová | Grete Ingeborg Nykkelmová    |
| 1987 Oberstdorf          | Anne Jahren                | Marjo Matikainenová        | Brit Pettersenová            |
| 1989 Lahti (klasik styl) | Marja-Liisa Kirvesniemiová | Pirkko Määttä              | Marjo Matikainenová          |
| 1989 Lahti (volný styl)  | Jelena Välbeová            | Marjo Matikainenová        | Tamara Tichonovová           |
| 1991 Val di Fiemme       | Jelena Välbeová            | Marie-Helene Westinová     | Tamara Tichonovová           |
| 1993-1999                | Závod nebyl na programu MS | Závod nebyl na programu MS | Závod nebyl na programu MS   |
| 2001 Lahti               | Bente Skariová             | Olga Danilovová            | Larisa Lazutinová            |
| 2003 Val di Fiemme       | Bente Skariová             | Kristina Šmigunová-Vähiová | Hilde Gjermundshaug Pedersen |
| 2005 Oberstdorf          | Kateřina Neumannová        | Julija Čepalovová          | Marit Bjørgenová             |
| 2007 Sapporo             | Kateřina Neumannová        | Olga Zavjalovová           | Arianna Follisová            |
| 2009 Liberec             | Aino-Kaisa Saarinenová     | Marianna Longa             | Justyna Kowalczyková         |
| 2011 Oslo                | Marit Bjørgenová           | Justyna Kowalczyková       | Aino-Kaisa Saarinenová       |
| 2013 Val di Fiemme       | Therese Johaugová          | Marit Bjørgenová           | Julija Čekaljovová           |
| 2015 Falun               | Charlotte Kallaová         | Jessica Digginsová         | Caitlin Gregg                |
| 2017 Lahti               | Marit Bjørgenová           | Charlotte Kallaová         | Astrid Jacobsenová           |
| 2019 Seefeld             | Therese Johaugová          | Frida Karlssonová          | Ingvild Østbergová           |
| 2021 Oberstdorf          | Therese Johaugová          | Frida Karlssonová          | Ebba Anderssonová            |
| 2023 Planica             | Jessica Digginsová         | Frida Karlssonová          | Ebba Anderssonová            |
| 2025 Trondheim           | Ebba Anderssonová          | Therese Johaugová          | Frida Karlssonová            |

## Štafeta 4 x 5 km
| Soutěž             | Zlato                                                                                       | Stříbro                                                                                      | Bronz                                                                                  |
| štafeta 3x5 km     |                                                                                             |                                                                                              |                                                                                        |
| 1954 Falun         | Ljubov Kozyrevová Margarita Maslennikova Valentina Tsaryova                                 | Sirkka Polkunen Mirja Hietamies Siiri Rantanen                                               | Anna-Lisa Eriksson Märta Nordberg Sonja Edström                                        |
| 1958 Lahti         | Raďja Jerošinová Alevtina Kolchina Ljubov Kozyrevová                                        | Toini Mikkola-Pöysti Pirkko Korkee Siiri Rantanen                                            | Märta Nordberg Inna Johansson Sonja Edström                                            |
| 1962 Zakopane      | Ljubov Baranova Marija Gusakovová Alevtina Kolchina                                         | Barbro Martinsson Britt Strandberg Toini Gustafssonová                                       | Siiri Rantanen Eeva Ruoppa Mirja Lehtonen                                              |
| 1966 Oslo          | Klavdija Bojarskichová Rita Achkina Alevtina Kolchina                                       | Ingrid Wigernæs Inger Aufles Berit Mørdre                                                    | Barbro Martinsson Britt Strandberg Toini Gustafssonová                                 |
| 1970 Vysoké Tatry  | Nina Fyodorova Galina Kulakovová Alevtina Olyunina                                          | Gabriele Haupt Renata Fischer Anna Unger                                                     | Senja Pusula Helena Takalová Marjatta Kajosmaa                                         |
| štafeta 4x5 km     |                                                                                             |                                                                                              |                                                                                        |
| 1974 Falun         | Nina Fyodorova Nina Selyunina Raisa Smetaninová Galina Kulakovová                           | Sigrun Krause Petra Hinze Barbara Petzoldová Veronika Schmidt                                | Alena Bartošová Gabriela Sekajová Miroslava Jaškovská Blanka Paulů                     |
| 1978 Lahti         | Taina Impiö Marja-Liisa Hämäläinenová Hilkka Riihivuori Helena Takalová                     | Marlies Rostock Birgit Schreiber Barbara Petzoldová Christel Meinel                          | Nina Rocheva Zinaida Amosova Raisa Smetaninová Galina Kulakovová                       |
| 1982 Oslo          | Anette Bøe Inger Helene Nybråten Berit Aunli Brit Pettersenová                              | Lyubov Lyadova Lyubov Sabolotskaya Raisa Smetaninová Galina Kulakovová                       | Petra Sölter Carola Anding Barbara Petzoldová Veronika Hesse                           |
| 1985 Seefeld       | Tamara Tichonovová Raisa Smetaninová Liliya Vasilchenko Anfisa Romanova                     | Anette Bøe Anne Jahren Grete Ingeborg Nykkelmová Berit Aunli                                 | Manuela Drescher Gaby Nestler Antje Misersky Ute Noack                                 |
| 1987 Oberstdorf    | Antonina Ordina Nina Gavrilyuk Larisa Ptistyna Anfisa Rezcovová                             | Marianne Dahlmo Nina Skeime Anne Jahren Anette Bøe                                           | Magdalena Wallin Karin Lamberg-Skog Annika Dahlmann Marie-Helene Westinová             |
| 1989 Lahti         | Pirkko Määttä Marja-Liisa Kirvesniemiová Jaana Savolainen Marjo Matikainenová               | Yuliya Shamshurina Raisa Smetaninová Tamara Tichonovová Jelena Välbeová                      | Inger Helene Nybråten Anne Jahren Nina Skeime Marianne Dahlmo                          |
| 1991 Val di Fiemme | Ljubov Jegorovová Raisa Smetaninová Tamara Tichonovová Jelena Välbeová                      | Bice Vanzetta Manuela Di Centaová Gabriella Paruzziová Stefania Belmondová                   | Solveig Pedersen Inger Helene Nybråten Elin Nilsen Trude Dybendahl                     |
| 1993 Falun         | Jelena Välbeová Larisa Lazutinová Nina Gavrilyuk Ljubov Jegorovová                          | Gabriella Paruzziová Bice Vanzetta Manuela Di Centaová Stefania Belmondová                   | Trude Dybendahl Inger Helene Nybråten Anita Moen Elin Nilsen                           |
| 1995 Thunder Bay   | Olga Danilovová Jelena Välbeová Larisa Lazutinová Nina Gavrilyuk                            | Marit Mikkelsplass Inger Helene Nybråten Elin Nilsen Anita Moen-Guidon                       | Anna Frithioff Marie-Helene Westinová Antonina Ordina Anette Fanqvist                  |
| 1997 Trondheim     | Olga Danilovová Larisa Lazutinová Nina Gavrilyuk Jelena Välbeová                            | Bente Martinsenová Marit Mikkelsplass Elin Nilsen Trude Dybendahl Hartz                      | Riikka Sirviö Tuulikki Pyykkönen Kati Pulkkinen Satu Salonen                           |
| 1999 Ramsau        | Olga Danilovová Larisa Lazutinová Anfisa Rezcovová Nina Gavrilyuk                           | Sabina Valbusa Gabriella Paruzziová Antonella Confortola Stefania Belmondová                 | Viola Bauer Ramona Roth Evi Sachenbacher Sigrid Wille                                  |
| 2001 Lahti         | Olga Danilovová Larisa Lazutinová Julija Čepalovová Nina Gavrilyuk                          | Anita Moen Bente Skariová Elin Nilsen Hilde Gjermundshaug Pedersen                           | Gabriella Paruzziová Sabina Valbusa Stefania Belmondová Cristina Paluselli             |
| 2003 Val di Fiemme | Manuela Henkel Viola Bauer Claudia Künzel Evi Sachenbacher                                  | Anita Moen Marit Bjørgenová Hilde Gjermundshaug Pedersen Vibeke Skofterudová                 | Natalya Korostelyova Olga Zavjalovová Yelena Burukina Nina Gavrilyuk                   |
| 2005 Oberstdorf    | Vibeke Skofterudová Hilde Gjermundshaug Pedersen Kristin Størmer Steiraová Marit Bjørgenová | Larisa Kurkina Natalia Baranova-Masolkina Jevgenija Medveděvová-Abruzovová Julija Čepalovová | Gabriella Paruzziová Antonella Confortola Sabina Valbusa Arianna Follisová             |
| 2007 Sapporo       | Virpi Kuitunenová Aino-Kaisa Saarinenová Riitta-Liisa Roponenová Pirjo Muranenová           | Stefanie Böhlerová Viola Bauer Claudia Nystadová Evi Sachenbacher                            | Vibeke Skofterudová Marit Bjørgenová Kristin Størmer Steiraová Astrid Jacobsenová      |
| 2009 Liberec       | Pirjo Muranenová Virpi Kuitunenová Riitta-Liisa Roponenová Aino-Kaisa Saarinenová           | Katrin Zellerová Evi Sachenbacher Miriam Gössnerová Claudia Nystadová                        | Lina Andersson Britta Norgrenová Anna Haagová Charlotte Kallaová                       |
| 2011 Oslo          | Vibeke Skofterudová Therese Johaugová Kristin Størmer Steiraová Marit Bjørgenová            | Ida Ingemarsdotter Anna Haagová Britta Norgrenová Charlotte Kallaová                         | Pirjo Muranenová Aino-Kaisa Saarinenová Riitta-Liisa Roponenová Krista Lähteenmäkiová  |
| 2013 Val di Fiemme | Heidi Wengová Therese Johaugová Kristin Størmer Steiraová Marit Bjørgenová                  | Ida Ingemarsdotter Emma Wikénová Anna Haagová Charlotte Kallaová                             | Julia Ivanova Alija Iksanova Mariya Guschina Julija Čekaljovová                        |
| 2015 Falun         | Heidi Wengová Therese Johaugová Astrid Jacobsenová Marit Bjørgenová                         | Sofia Bleckur Charlotte Kallaová Maria Rydqvist Stina Nilssonová                             | Aino-Kaisa Saarinenová Kerttu Niskanenová Riitta-Liisa Roponenová Krista Pärmäkoskiová |
| 2017 Lahti         | Maiken Caspersenová Fallaová Heidi Wengová Astrid Jacobsenová Marit Bjørgenová              | Anna Haagová Charlotte Kallaová Ebba Anderssonová Stina Nilssonová                           | Aino-Kaisa Saarinenová Kerttu Niskanenová Laura Mononen Krista Pärmäkoskiová           |
| 2019 Seefeld       | Ebba Anderssonová Frida Karlssonová Charlotte Kallaová Stina Nilssonová                     | Heidi Wengová Ingvild Østbergová Astrid Uhrenholdtová Jacobsenová Therese Johaugová          | Julija Bělorukovová Anastasia Sedova Anna Nechaevskaya Natalja Něprjajevová            |
| 2021 Oberstdorf    | Tiril Udnes Wengová Heidi Wengová Therese Johaugová Helene Marie Fossesholmová              | Yana Kirpichenko Julija Stupaková Taťjana Sorinová Natalja Něprjajevová                      | Jasmi Joensuu Johanna Matintalo Riitta-Liisa Roponenová Krista Pärmäkoskiová           |
| 2023 Planica       | Tiril Udnes Wengová Astrid Øyre Slindová Ingvild Østbergová Anne Kalvåová                   | Laura Gimmlerová Katharina Hennigová Pia Finková Victoria Carlová                            | Emma Ribomová Ebba Anderssonová Frida Karlssonová Maja Dahlqvistová                    |
| 2025 Trondheim     | Emma Ribomová Frida Karlssonová Ebba Anderssonová Jonna Sundlingová                         | Heidi Wengová Astrid Øyre Slindová Therese Johaugová Kristin Austgulen Fosnæsová             | Pia Finková Katharina Hennigová Helen Hoffmannová Victoria Carlová                     |

## 5 km (individuálně)
| Soutěž                  | Zlato                      | Stříbro                    | Bronz                      |
| 1962 Zakopane           | Alevtina Kolčinová         | Ljubov Baranova            | Marija Gusakovová          |
| 1966 Oslo               | Alevtina Kolčinová         | Klavdija Bojarskichová     | Rita Atskina               |
| 1970 Vysoké Tatry       | Galina Kulakovová          | Galina Pilyushenko         | Nina Fyodorova             |
| 1974 Falun              | Galina Kulakovová          | Blanka Paulů               | Raisa Smetaninová          |
| 1978 Lahti              | Helena Takalová            | Hilkka Riihivuori          | Raisa Smetaninová          |
| 1982 Oslo               | Berit Aunli                | Hilkka Riihivuori          | Brit Pettersenová          |
| 1985 Seefeld            | Anette Bøe                 | Marja-Liisa Hämäläinenová  | Grete Ingeborg Nykkelmová  |
| 1987 Oberstdorf         | Marjo Matikainenová        | Anfisa Rezcovová           | Evi Kratzer                |
| 1989                    | Závod nebyl na programu MS | Závod nebyl na programu MS | Závod nebyl na programu MS |
| 1991 Val di Fiemme      | Trude Dybendahlová         | Marja-Liisa Kirvesniemiová | Manuela Di Centaová        |
| 1993 Falun              | Larisa Lazutinová          | Ljubov Jegorovová          | Trude Dybendahlová         |
| 1995 Thunder Bay        | Larisa Lazutinová          | Nina Gavrilyuk             | Manuela Di Centaová        |
| 1997 Trondheim          | Jelena Välbeová            | Stefania Belmondová        | Olga Danilovová            |
| 1999 Ramsau             | Bente Martinsenová         | Olga Danilovová            | Kateřina Neumannová        |
| není již na programu MS |                            |                            |                            |

## 20 km, 30 km a 50 km
| Soutěž             | Zlato                     | Stříbro                   | Bronz                      |
| 20 km              |                           |                           |                            |
| 1978 Lahti         | Zinaida Amosova           | Raisa Smetaninová         | Helena Takalová            |
| 1980 Falun         | Veronika Hesse            | Galina Kulakovová         | Raisa Smetaninová          |
| 1982 Oslo          | Raisa Smetaninová         | Berit Aunli               | Hilkka Riihivuori          |
| 1985 Seefeld       | Grete Ingeborg Nykkelmová | Brit Pettersenová         | Anette Bøe                 |
| 30 km              |                           |                           |                            |
| 1987 Oberstdorf    | Marie-Helene Westinová    | Anfisa Rezcovová          | Larisa Ptistyna            |
| 1989 Lahti         | Jelena Välbeová           | Larisa Lazutinová         | Marjo Matikainenová        |
| 1991 Val di Fiemme | Ljubov Jegorovová         | Jelena Välbeová           | Manuela Di Centaová        |
| 1993 Falun         | Stefania Belmondová       | Manuela Di Centaová       | Ljubov Jegorovová          |
| 1995 Thunder Bay   | Jelena Välbeová           | Manuela Di Centaová       | Antonina Ordina            |
| 1997 Trondheim     | Jelena Välbeová           | Stefania Belmondová       | Marit Mikkelsplass         |
| 1999 Ramsau        | Larisa Lazutinová         | Olga Danilovová           | Kristina Šmigunová-Vähiová |
| 2001               | Nejelo se                 | Nejelo se                 | Nejelo se                  |
| 2003 Val di Fiemme | Olga Zavjalovová          | Yelena Burukhina          | Kristina Šmigunová-Vähiová |
| 2005 Oberstdorf    | Marit Bjørgenová          | Virpi Kuitunenová         | Natalia Baranova-Masolkina |
| 2007 Sapporo       | Virpi Kuitunenová         | Kristin Størmer Steiraová | Therese Johaugová          |
| 2009 Liberec       | Justyna Kowalczyková      | Jevgenija Medveděvová     | Valentyna Ševčenková       |
| 2011 Oslo          | Therese Johaugová         | Marit Bjørgenová          | Justyna Kowalczyková       |
| 2013 Val di Fiemme | Marit Bjørgenová          | Justyna Kowalczyková      | Therese Johaugová          |
| 2015 Falun         | Therese Johaugová         | Marit Bjørgenová          | Charlotte Kallaová         |
| 2017 Lahti         | Marit Bjørgenová          | Heidi Wengová             | Astrid Jacobsenová         |
| 2019 Seefeld       | Therese Johaugová         | Ingvild Østbergová        | Frida Karlssonová          |
| 2021 Oberstdorf    | Therese Johaugová         | Heidi Wengová\|           | Frida Karlssonová          |
| 2023 Planica       | Ebba Anderssonová         | Anne Kalvåová             | Frida Karlssonová          |
| 50 km              |                           |                           |                            |
| 2025 Trondheim     | Ebba Anderssonová         | Heidi Wengová             | Therese Johaugová          |

## 15 km (individuálně)
| Soutěž                  | Zlato               | Stříbro                    | Bronz                 |
| 1989 Lahti              | Marjo Matikainenová | Marja-Liisa Kirvesniemiová | Pirkko Määttä         |
| 1991 Val di Fiemme      | Jelena Välbeová     | Trude Dybendahl            | Stefania Belmondová   |
| 1993 Falun              | Jelena Välbeová     | Marja-Liisa Kirvesniemiová | Marjut Roligová       |
| 1995 Thunder Bay        | Larisa Lazutinová   | Jelena Välbeová            | Inger Helene Nybråten |
| 1997 Trondheim          | Jelena Välbeová     | Stefania Belmondová        | Kateřina Neumannová   |
| 1999 Ramsau             | Stefania Belmondová | Kristina Šmigunová-Vähiová | Maria Theurl          |
| 2001 Lahti              | Bente Skariová      | Olga Danilovová            | Kaisa Varis           |
| 2003 Val di Fiemme      | Bente Skariová      | Kristina Šmigunová-Vähiová | Olga Zavjalovová      |
| není již na programu MS |                     |                            |                       |

## Kombinace (skiatlon)
| Soutěž                                               | Zlato                               | Stříbro                   | Bronz                     |
| kombinace 5 km intervalový start + 10 km volný styl. |                                     |                           |                           |
| 1993 Falun                                           | Stefania Belmondová                 | Larisa Lazutinová         | Ljubov Jegorovová         |
| 1995 Thunder Bay                                     | Larisa Lazutinová                   | Nina Gavrilyuk            | Olga Danilovová           |
| 1997 Trondheim                                       | Jelena Välbeová Stefania Belmondová |                           | Nina Gavrilyuk            |
| 1999 Ramsau                                          | Stefania Belmondová                 | Nina Gavrilyuk            | Irina Terelia Taranenko   |
| kombinace 5 km intervalový start + 5 km volný styl.  |                                     |                           |                           |
| 2001 Lahti                                           | Virpi Kuitunenová                   | Larisa Lazutinová         | Olga Danilovová           |
| kombinace 5 km hromadný start + 5 km volný styl.     |                                     |                           |                           |
| 2003 Val di Fiemme                                   | Kristina Šmigunová-Vähiová          | Evi Sachenbacher          | Olga Zavjalovová          |
| kombinace 7.5 km hromadný start + 7.5 km volný styl. |                                     |                           |                           |
| 2005 Oberstdorf                                      | Julija Čepalovová                   | Marit Bjørgenová          | Kristin Størmer Steiraová |
| 2007 Sapporo                                         | Olga Zavjalovová                    | Kateřina Neumannová       | Kristin Størmer Steiraová |
| 2009 Liberec                                         | Justyna Kowalczyková                | Kristin Størmer Steiraová | Aino-Kaisa Saarinenová    |
| 2011 Oslo                                            | Marit Bjørgenová                    | Justyna Kowalczyková      | Therese Johaugová         |
| 2013 Val di Fiemme                                   | Marit Bjørgenová                    | Therese Johaugová         | Heidi Wengová             |
| 2015 Falun                                           | Therese Johaugová                   | Astrid Jacobsenová        | Charlotte Kallaová        |
| 2017 Lahti                                           | Marit Bjørgenová                    | Krista Pärmäkoskiová      | Charlotte Kallaová        |
| 2019 Seefeld                                         | Therese Johaugová                   | Ingvild Østbergová        | Natalja Něprjajevová      |
| 2021 Oberstdorf                                      | Therese Johaugová                   | Frida Karlssonová         | Ebba Anderssonová         |
| 2023 Planica                                         | Ebba Anderssonová                   | Frida Karlssonová         | Astrid Øyre Slind         |
| 2025 Trondheim                                       | Ebba Anderssonová                   | Therese Johaugová         | Jonna Sundlingová         |

## Sprint (individuálně)
Od roku 2001.
| Soutěž             | Zlato                        | Stříbro                      | Bronz                        |
| 2001 Lahti         | Pirjo Muranenová             | Kati Sundqvist               | Julija Čepalovová            |
| 2003 Val di Fiemme | Marit Bjørgenová             | Claudia Künzel               | Hilde Gjermundshaug Pedersen |
| 2005 Oberstdorf    | Emilie Öhrstig               | Lina Andersson               | Sara Renner                  |
| 2007 Sapporo       | Astrid Jacobsenová           | Petra Majdičová              | Virpi Kuitunenová            |
| 2009 Liberec       | Arianna Follisová            | Kikkan Randallová            | Pirjo Muranenová             |
| 2011 Oslo          | Marit Bjørgenová             | Arianna Follisová            | Petra Majdičová              |
| 2013 Val di Fiemme | Marit Bjørgenová             | Ida Ingemarsdotter           | Maiken Caspersenová Fallaová |
| 2015 Falun         | Marit Bjørgenová             | Stina Nilssonová             | Maiken Caspersenová Fallaová |
| 2017 Lahti         | Maiken Caspersenová Fallaová | Jessica Digginsová           | Kikkan Randallová            |
| 2019 Seefeld       | Maiken Caspersenová Fallaová | Stina Nilssonová             | Mari Eideová                 |
| 2021 Oberstdorf    | Jonna Sundlingová            | Maiken Caspersenová Fallaová | Anamarija Lampičová          |
| 2023 Planica       | Jonna Sundlingová            | Emma Ribomová                | Maja Dahlqvistová            |
| 2025 Trondheim     | Jonna Sundlingová            | Kristine Stavås Skistadová   | Nadine Fähndrichová          |

## Týmový sprint
Od roku 2005.
| Soutěž             | Zlato                                           | Stříbro                                       | Bronz                                           |
| 2005 Oberstdorf    | Hilde Gjermundshaug Pedersen Marit Bjørgenová   | Riitta-Liisa Roponenová Pirjo Muranenová      | Julija Čepalovová Alena Sidko                   |
| 2007 Sapporo       | Riitta-Liisa Roponenová Virpi Kuitunenová       | Evi Sachenbacher Claudia Künzel-Nystad        | Astrid Jacobsenová Marit Bjørgenová             |
| 2009 Liberec       | Aino-Kaisa Saarinenová Virpi Kuitunenová        | Anna Olsson Lina Andersson                    | Arianna Follisová Marianna Longa                |
| 2011 Oslo          | Ida Ingemarsdotter Charlotte Kallaová           | Aino-Kaisa Saarinenová Krista Lähteenmäkiová  | Maiken Caspersenová Fallaová Astrid Jacobsenová |
| 2013 Val di Fiemme | Jessica Digginsová Kikkan Randallová            | Charlotte Kallaová Ida Ingemarsdotter         | Riikka Sarasoja-Lilja Krista Lähteenmäkiová     |
| 2015 Falun         | Ingvild Østbergová Maiken Caspersenová Fallaová | Ida Ingemarsdotter Stina Nilssonová           | Justyna Kowalczyková Sylwia Jaśkowiec           |
| 2017 Lahti         | Heidi Wengová Maiken Caspersenová Fallaová      | Julija Bělorukovová Natalia Matveeva          | Sadie Bjornsen Jessica Digginsová               |
| 2019 Seefeld       | Stina Nilssonová Maja Dahlqvistová              | Katja Višnarová Anamarija Lampičová           | Ingvild Østbergová Maiken Caspersenová Fallaová |
| 2021 Oberstdorf    | Jonna Sundlingová Maja Dahlqvistová             | Laurien van der Graaffová Nadine Fähndrichová | Eva Urevcová Anamarija Lampičová                |
| 2023 Planica       | Emma Ribomová Jonna Sundlingová                 | Anne Kalvåová Tiril Udnes Wengová             | Jessica Digginsová Julia Kernová                |
| 2025 Trondheim     | Jonna Sundlingová Maja Dahlqvistová             | Jessica Digginsová Julia Kernová              | Anja Weberová Nadine Fähndrichová               |